# Daniel Jacobs
Daniel Jacobs (ur. 3 lutego 1987 roku w Brownsville) – amerykański bokser, były mistrz świata WBA Regular oraz były mistrz świata federacji IBF w wadze średniej.

## Kariera amatorska
Na amatorskim ringu wygrał 137 walk i poniósł tylko 7 porażek. W 2003 roku wygrał młodzieżowe igrzyska Stanów Zjednoczonych. Cztery razy wygrał też "złote rękawice" Nowego Jorku.

## Kariera zawodowa
Na zawodowym ringu zadebiutował 7 grudnia 2007 roku na wielkiej gali Mayweather vs. Hatton w Las Vegas. Jego rywalem był Jose Jesus Hurtado. Jacobs znokautował swojego oponenta już w 29 sekundzie.
Po dwudziestu kolejnych zawodowych zwycięstwach dostał szansę walki o wakujący tytuł mistrza świata organizacji WBO, mając za rywala niepokonanego Dmitrija Piroga. Przegrał przez nokaut w piątej rundzie.
Po kilku walkach na odbudowanie, stanął przed szansą walki o wakujący pas regularnego mistrza świata organizacji WBA. Tym razem jego oponentem był Australijczyk Jarrod Fletcher. Swojego rywala rzucił na deski już w pierwszej rundzie, a walkę zakończył przez nokaut w piątej.
5 grudnia 2015 roku w trzeciej obronie pasa WBA Regular spotkał się w ringu z niepokonanym wcześniej Peterem Quillinem. Walka została nazwana w mediach "Bitwą o Nowy Jork". Jacobs od początku walki ruszył do zdecydowanego ataku, co przyniosło efekt zamierzony efekt – zasypanego gradem ciosów Quillina w pierwszej rundzie poddał sędzia.
18 marca 2017 roku przystąpił do walki o pasy WBC, WBA, IBF w wadze średniej z Gennadijem Gołowkinem (36-0, 33 KO). Walka była dość wyrównana, ale sędziowie po dwunastu rundach jednogłośnie opowiedzieli się za zwycięstwem Kazacha (113-114, 112-115, 112-115).
11 listopada 2017 roku w Uniondale udanie powrócił na ringu, wygrywając jednogłośnie na punkty (118-109, 120-107, 119-108) z Luisem Ariasem (18-0, 9 KO).
28 kwietnia 2018 w Barclays Centre, Brooklynie, zmierzył się z Maciem Sulęckim (26-1, 10 KO). Po interesujących dwunastu rundach Amerykanin zwyciężył jednogłośnie na punkty (116-111, 117-110, 115-112).
27 października 2018 w nowojorskim Madison Square Garden Theater, pokonał  na punkty Siergieja Derewianczenkę (12-1, 10 KO). Sędziowie punktowali walkę dwa razy 115-112 na jego korzyść i 113-114 dla Ukraińca. Dzięki temu zwycięstwu zdobył wakujący pas mistrza świata organizacji IBF.

### Walka unifikacyjna z Saúlem Álvarezem
4 maja 2019 T-Mobile Arena w Las Vegas przegrał na punkty 113-115, 112-116, 113-115 z Saúlem Álvarezem (52-1-2, 35 KO). Stawką pojedynku były mistrzowskie pasy federacji WBC, WBA, oraz IBF, które tym samym powędrowały w ręce pięściarza z Meksyku.

## Problemy zdrowotne
W marcu 2011 roku zdiagnozowano u niego złośliwy nowotwór tkanki kostnej. Po hospitalizacji pokonał chorobę, i wbrew przewidywaniom lekarzy wrócił do wyczynowego sportu.